# Муза (джерело натхнення)

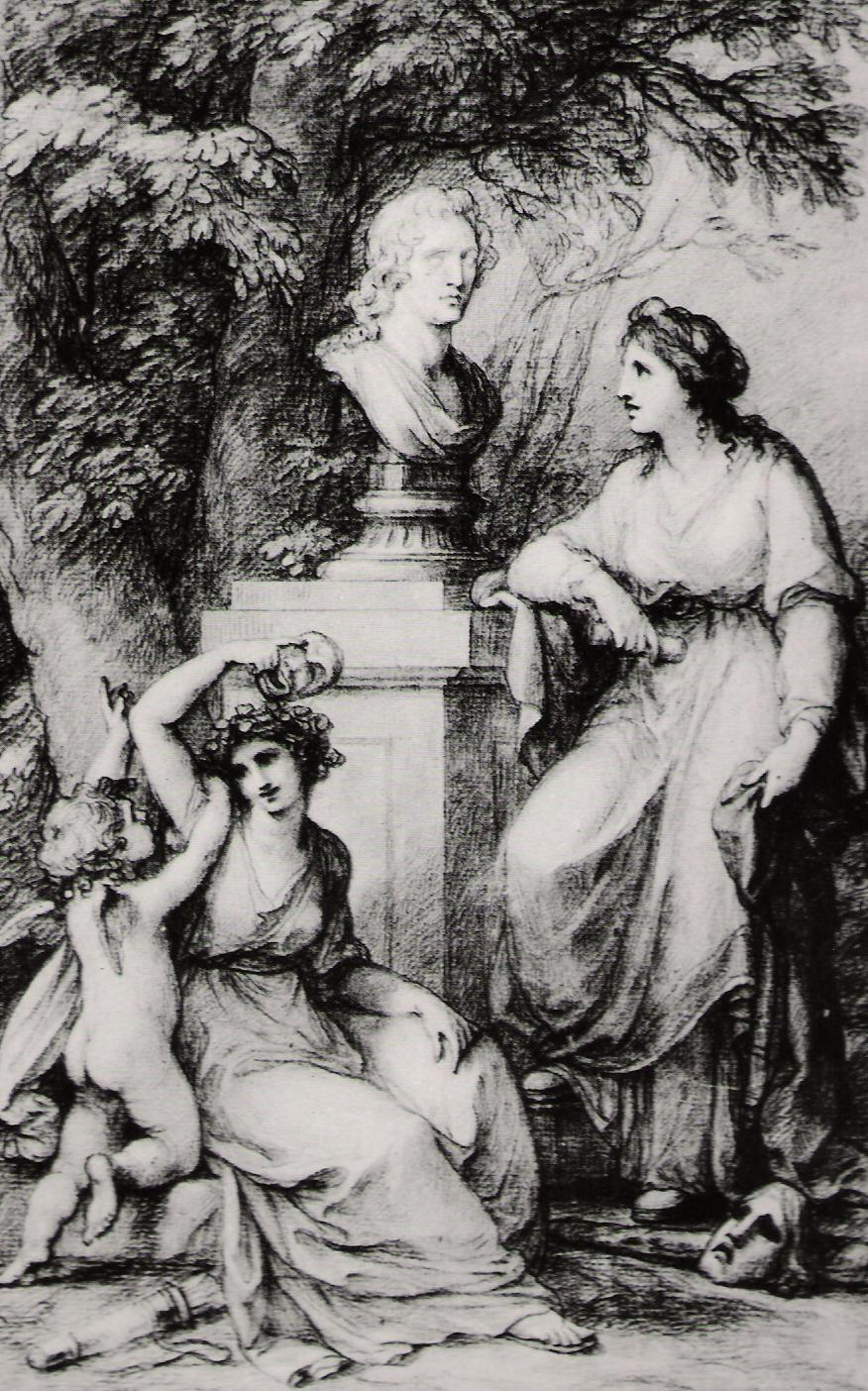
Музи Гете (1788) Ангеліка Кауфман

Муза (грец. Μούσα) — особа, що пробуджує творче натхнення у митців чи наук. Як правило, це жінки, які перебувають в оточенні поета (художника, композитора тощо).

## Історія
Починаючи з античних часів музи розглядалися як божественне джерело натхнення для поетів — творця талановитого художнього твору називали поцілунком Музи, що удостоївся. Згідно з уявленнями древніх греків, видатні ідеї виникали над результаті уявного процесу людини, але дарувалися понад богами (чи музами). Відповідно до грецької міфології, музи — це німфи джерел, дев'ять сестер, дочки Зевса та богині пам'яті та спогадів Мнемозини . Музи є супутницями бога-покровителя мистецтв Аполлона і мешкають на вершині гори Гелікон .
У Новий час музами називають конкретних людей, як правило, це жінки, подруги художників (поетів), але іноді чоловіки. Вони надихають митця на творчість своєю особистістю, харизмою, аурою, дружнім ставленням чи еротичністю. У деяких випадках вплив музи на поета поєднує кілька цих особливостей.
Деякі з цих муз і самі залишили помітний слід в історії культури:
- Беатріче Потінарі для Петрарки
- Шарлотта фон Штейн[ru]
- Камілла Клодель
- Дора Маар
- Лу Саломе
- Альма Малер-Верфель
- Гала Далі для Сальвадора Далі
- Ліля Брік
- Аніта Палленберг
- Аманда Лір
- Йоко Оно для Джона Леннона